# Plagijat
Plagijat (lat. plagere = oteti), označava čin prisvajanja ili kopiranja tuđeg pisanog, umjetničkog ili drugog kreativnog rada u svoj vlastiti, bilo djelomice ili u cijelosti, bez navođenja izvornog autorstva ili izvornika. Za razliku od krivotvorenja u kojemu je upitna autentičnost djela, kod plagijata je riječ o nezakonitom i neetičnom prisivanju tuđeg djela, koje se prikazuje kao vlastito. 

## Štete
Štete od plagijata danas su osobito prisutne na području industrijskog dizajna. Pretpostavlja se da oko 10% svih svjetskih proizvoda predstavljaju krivotvorine i/ili plagijati, mahom s Dalekog istoka, koji svjetskom gospodarstvu nanose godišnje štete od oko 300 milijardi eura.

## Problem plagijata u modernom dobu
Problem plagijata postao je toliko velik da je u njemačkom Solingenu 2007. godine otvoren muzej plagijata, Museum Plagiarius, koji sakuplja i čuva plagijate iz svih dijelova svijeta.
Muzej je nastao iz potrebe da se sačuvaju brojni predmeti pristigli na negativni natječaj za nagradu za plagijat godine, koja se pod nazivom Plagiarius Award dodjeljuje još od 1977.

### Likovna umjetnost
O problemu plagijata na području likovnih umjetnosti u nas je nedavno objavljena knjiga likovnog kritičara Ante Vrankovića pod naslovom "Afera plagijat - otvoreni dossier". Sadržaj joj je besplatno dostupan na Internetu.

### Glazba
U posljednje vrijeme, mediji mnogo pozornosti posvećuju plagijatima na području zabavne glazbe. Neki od tih plagijata su dokazani i pravomoćnim sudskim presudama. Tako je 16. ožujka 2011. pravomoćnom postala presuda po kojoj je poznati splitski glazbenik Tonči Huljić, zbog plagiranja pjesme Dalmatinka Ive Barišića, dužan platiti 110.000 kuna ili odslužiti zatvorsku kaznu u trajanju od 100 dana. Huljić se odlučio za ono prvo.

### Etički i kazneni prekršaji
U razvijenim zemljama, plagijat na području znanstvenoga rada smatra se vrlo teškim etičkim prekršajem. O tome svjedoči i činjenica da je sam ministar obrane SR Njemačke, Karl-Theodor zu Guttenberg, 1. ožujka 2011., nakon što se doznalo da je njegov doktorat s područja pravnih znanosti zapravo plagijat, podnio ostavku.
Svega tri i pol mjeseca kasnije, 15. lipnja 2011., Sveučilište u Heidelbergu je oduzelo doktorsku titulu bivšoj potpredsjednici Europskog parlamenta Silvani Koch-Mehrin, nakon što je utvrđeno da je njezin doktorat zapravo plagijat čitavog niza znanstvenih radova, koje ona nije citirala, prikazavši tako postignuća drugih istraživača kao svoja. Ubrzo nakon toga otkriveno je da je i doktorat njezinog liberalnog stranačkog kolege Jorga Chatzimarkakisa također plagijat, te je i njemu oduzeta doktorska titula. 

## Primjeri plagijata
- Plagijat u književnosti
- Plagijat u likovnoj umjetnosti (kiparstvo)
- Plagijat u likovnoj umjetnosti (fotografija)
- Plagijat u grafičkom dizajnu (fontovi)